# Salikin Hardjo

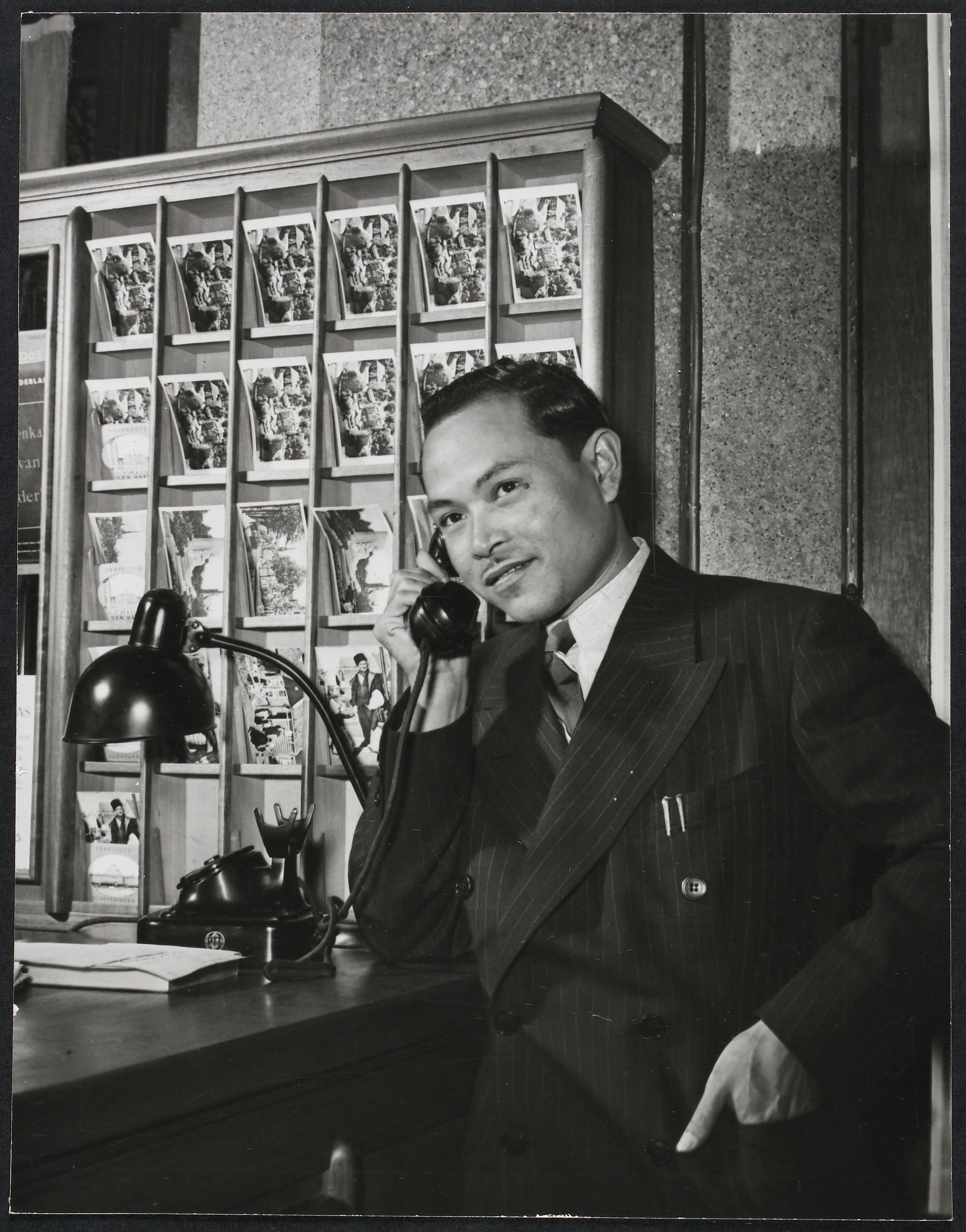
Salikin Hardjo

Salikin Mardi Hardjo (Malang, Oost-Java, 1910 – Tongar, West-Sumatra, juni 1993) schreef in de jaren dertig onder pseudoniem felle artikelen tegen het koloniaal bestuur in Suriname en de wijze waarop Javaanse contractarbeiders in Suriname werden behandeld. Tevens beijverde hij zich voor de terugkeer van Javanen naar Indonesië. In 1954 vertrok hij met zijn gezin en nog ruim duizend Javanen in een speciaal daarvoor gecharterd schip de Langkuas naar Sumatra en stichtte daar de desa Tongar.

## Kindertijd op Java
Salikin Hardjo werd geboren op Java in 1910. Zijn vader Doelbasah, bekend als Doel, was amper 14 jaar toen zijn zoon werd geboren. Doel wist met een erfenis en hard werken enige welvaart te bereiken. Hij schoolde zich en opende een horlogereparatiewerkplaats. Het gezin kreeg financiële problemen toen Doel verwoed ging dobbelen. Bij de geboorte van zijn derde kind, een meisje, stopte hij met gokken. Toen het meisje niet lang in leven bleef raadpleegde Doel een dukun. Deze vertelde dat hun woonplaats door geesten werd bewoond en dat hij zo snel mogelijk met zijn gezin weg moest uit Oost-Java, naar het westen. Het gezin reisde naar verschillende delen van Java, tot Doel een oude vriend ontmoette die hem vertelde dat hij een vijfjarig contract had gesloten om naar Suriname te gaan. Doel besloot dat ook te doen met zijn gezin.

## Moengo
Op 4 februari 1920 vertrok het gezin Hardjo vanuit Semarang samen met 700 anderen naar Suriname. Doel en een vriend Saman, elektricien, werden te werk gesteld op Moengo waar de opkomende bauxietindustrie geschoolde krachten nodig had. Doel woonde als monteur in een eengezinswoning die beter was dan wat hij gewend was in Java, dit in tegenstelling tot de ongeschoolde krachten. Die woonden in lange barakken zonder privacy of hygiëne. Salikin leerde van zijn vader rekenen, lezen en schrijven in het Javaans. Toen de Evangelische Broedergemeente Suriname een onderwijzer naar Moengo stuurde ging hij voor het eerst naar een echte lagere school. Deze sloot hij op zestienjarige leeftijd succesvol af. Na afloop van Doel’s vijfjarig contract tekende hij een jaar bij. Hij kreeg zijn premie en verloor daarmee het recht op gratis terugkeer naar Java. Salikin's jongere broer Samioen vertelde later dat Doel weer zwaar ging dobbelen en het gezin opnieuw financiële problemen kreeg.

## Paramaribo
In 1926 verhuisde de familie naar Paramaribo. Salikin Hardjo ging als leerling werken in een smederij tot hij de kans kreeg naar de Selecta ULO te gaan. In 1930 sloot hij ook deze succesvol af, wat hem tot een van de best geschoolde Javanen van Suriname in die tijd maakte. 
Hij had moeite om aan een baan te komen maar ontwikkelde een brede belangstelling voor de politieke en economische situatie in het land. Van leerling-zetter bij een drukkerij klom hij op. Hij kreeg de dagelijkse leiding van de zetterij en ontwikkelde interesse in de journalistiek. Hij volgde politieke debatten en berichten uit Nederland. In kranten uit Indonesië las hij ook over de groeiende nationalistische beweging in zijn moederland, en hij deelde de idealen van Soekarno. Een andere drukkerij, Heyde, drukte De Banier van Waarheid en Recht.

## Bok Sark
Tussen 1932 en 1935 publiceerde het Surinaamse blad De Banier van Waarheid en Recht ingezonden brieven van een Javaanse vrouw, Bok Sark. Zij beweerde dat zij op een plantage leefde samen met haar man en zij schreef over de vele wantoestanden daar. De overheid probeerde te achterhalen wie zij was. Dit bleef onduidelijk tot het begin van de jaren negentig van de vorige eeuw. Het tijdschrift Mutyama besteedde in het tweede nummer van november 1990 aandacht aan de vrouw en publiceerde haar ingezonden stukken. Naar aanleiding hiervan ontstond een discussie in Nederland in de Weekkrant Suriname. Een van de participanten in die discussie was Klaas Breunissen. Hij publiceerde in 2001 een boek met het levensverhaal van Salikin Hardjo. Deze bleek de schrijver te zijn van de ingezonden brieven.

## Anton de Kom
In 1933 kwam Anton de Kom in Suriname. Spoedig kwamen velen, waaronder grote groepen Javanen, bij hem advies vragen. Zijn arrestatie leidde tot grote demonstraties. Het koloniaal gezag schoot op de menigte die om de vrijlating van de Kom riep, en daarbij vielen enkele doden. Hardjo was van mening dat het verlangen van de Javanen om terug te gaan naar hun vaderland en hun gevoeligheid voor mystiek misbruikt werd om hen te mobiliseren. Gesuggereerd werd dat De Kom “eigenlijk een Javaanse vorst was die zich had aangepast met een donkere huidskleur, en die de Javanen zou terugbrengen naar hun vaderland”. Salikin en zijn broer Samioen waren hier sceptisch over. Naar hun mening kon niemand zomaar teruggaan zolang niet aan enkele voorwaarden was voldaan.

## Indonesische Islamitische Vereniging
In 1932 werd de Indonesische Islamitische Vereniging opgericht. Deze trok veel leden. Met de contributie werd een moskee gebouwd met de bidrichting (kiblat) naar het oosten omdat Mekka ten oosten van Suriname ligt. De Javanen waren echter vanuit Java gewend om met hun gezicht naar het westen te bidden. Salikin Hardjo schreef een brief naar de Nederlandse consul in Djedda (Saoedi-Arabië) om zijn geloofsgenoten ervan te overtuigen dat de juiste richting was gekozen. De consul bevestigde dit. De moskee werd in 1935 afgebouwd en werd de eerste met oostelijke bidrichting in Suriname. De onenigheid betekende echter het einde van de Islamitische Vereniging, en tot op heden zijn de Javaanse moslims in Suriname verdeeld in twee kampen met ieder een eigen bidrichting. 
Hardjo verloor zijn interesse in de vereniging en richtte zijn aandacht op de politiek. In 1947 was hij medeoprichter van de PBIS (Pergerakan Bangsa Indonesia Suriname, Beweging van de Indonesische Bevolking in Suriname). Deze ondervond 
echter sterke concurrentie van de KTPI o.l.v. Iding Soemita, een begaafd redenaar die beloofde de Javanen terug te brengen naar Indonesië. Volgens Breunissen 'vertelde Hardjo over de werkelijkheid, en liet Soemita de mensen dromen'. Hardjo raakte verder gedesillusioneerd, vooral toen KTPI- en PBIS- leden fel tegenover elkaar gingen staan. De KTPI versloeg de PBIS overtuigend bij de eerste algemene verkiezingen van mei 1949. Hardjo besloot terug te gaan naar Indonesië.

## Terug naar Indonesië
Na besprekingen in Indonesië in 1951 (waarbij ook Iding Soemita deel uitmaakte van de delegatie) en in 1953 en voorbereidingen vanuit Nederland vertrok Hardjo in 1954 met zijn gezin en nog ruim duizend Javanen in een speciaal daarvoor gecharterd schip de Langkuas naar Sumatra en stichtte daar de desa Tongar. De met hard werk opgebouwde gemeenschap was aanvankelijk succesvol maar werd meegesleurd in de burgeroorlog die Sumatra tussen 1957 en 1959 trof. Velen vertrokken uit het dorp, bijvoorbeeld naar de oliemaatschappij Caltex International in de provincie Riau waar ze het dorp Duri stichtten, naar Portland Cement in Padang en naar Jakarta. In 1967 werd de desa uitgebreid met transmigranten uit Java.
De wederopbouw kwam op gang en in 1988 werd 'desa Suriname' uitgeroepen tot meest ontwikkelde desa van de provincie West-Sumatra. Uit de jongere generatie kwamen veel hoogopgeleiden voort: artsen, ingenieurs, ondernemers en ook een voormalig ambassadeur van Indonesië in de Verenigde Staten.  Hardjo bleef tot zijn dood in juli 1993 in Tongar wonen. Zijn medeoprichter J.W. Kariodimedjo, die in Suriname statenlid was, bracht het in Indonesië tot een hoge functie bij de nationale oliemaatschappij Pertamina en woont in Jogjakarta.